# Enciclopédia Trópico
A Enciclopédia Trópico (ou Trópico - Enciclopédia Ilustrada em Cores) é uma enciclopédia de conhecimentos gerais, que foi publicada originalmente no Brasil a partir de 1957, pela Martins Editora, com dez volumes.  A edição original é da Larousse, da França. Também foi publicada em outros países da Europa e nos Estados Unidos, mas com doze ou quinze volumes.
Com ilustrações artísticas nos artigos que versavam sobre uma extensa gama de assuntos (mitologias, biografias, história geral e do Brasil, ciências, etc.), tendo por organizador José Giuseppe Maltese, seus exemplares costumavam ser vendidos por ambulantes que, indo de casa em casa, a ofereciam aos possíveis compradores.
No mercado editorial brasileiro a obra de Maltese foi a primeira a publicar uma enciclopédia em cores, considerada um "investimento ousado", sendo uma das marcas da efervescência cultural pela qual passava o Brasil na época.